# Pickwell
Pickwell – wieś w Anglii, w hrabstwie Leicestershire, w dystrykcie Melton. Leży 22 km na wschód od miasta Leicester i 141 km na północ od Londynu.